# Maják Bass Rock
Maják Bass Rock je námořní maják postavený na neobydleném ostrově Bass Rock v ústí zálivu Firth of Forth, asi 5 km severovýchodně od North Berwicku ve starobylém hrabství Lothian v jihovýchodním Skotsku. Je památkou kategorie C zapsanou v roce 1989 na seznam památek Spojeného království.

## Historie
Ve 13. století byla na ostrově postavena pevnost, která byla později využívána jako vězení. V roce 1542 byla na ostrově vysvěcena kaple zasvěcená sv. Balfredovi. V letech 1672–1688 byl vězením pro presbyteriánské duchovní. Kolem roku 1700 byla pevnost zbořena. V roce 1897 komise Severní rady majáků (Northern Lighthouse Board) rozhodla o postavení dvou majáků – Barns Ness a Bass Rock.
Návrh a výstavbu majáku Bass Rock provedl David A. Stevenson, který použil kámen z pevnosti (domu guvernéra). Náklady na stavbu činily 8 087 liber. Stavba majáku byla zahájena v roce 1901 a rozsvícen byl 1. listopadu 1902. V roce 1988 byl maják elektrifikován a automatizován, je dálkově řízen z Northern Lighthouse Board z Edinburghu.

## Popis
Maják je kruhová kamenná věž s ochozem a lucernou vysoká 20 m. K věži přiléhá jednopatrová budova strážce majáku s plochou střechou. Maják je natřen bílou barvou s vodorovným hnědým pruhem, lucerna má černou kopuli. Až do roku 1988 byl zdrojem světla horký plyn, který se získával zahřátím petroleje vytlačovaným vzduchem do odpařovače. Po modernizaci je zdrojem světla Biform ML300 synchronizovaný s elektrickou dvouvláknovou 20W žárovkou.
V blízkosti majáku je nefunkční nautofon z roku 1907, který vydával varovný zvukový signál pomocí stlačeného vzduchu. Byl deaktivován v roce 1988.

### Data
Charakteristika světla je Fl (3) W 20 s (ve dvacetivteřinových cyklech vysílá tři záblesky bílého světla) v sektoru 241°–107°. Zdroj světla je umístěn ve výšce 46 m n. m. Dosvit je 10 nm (19 km).

### Identifikace
- ARLHS: SCO018[8][6]
- Admirality: A2864
- NGA: 114-2344[7]

## Galerie

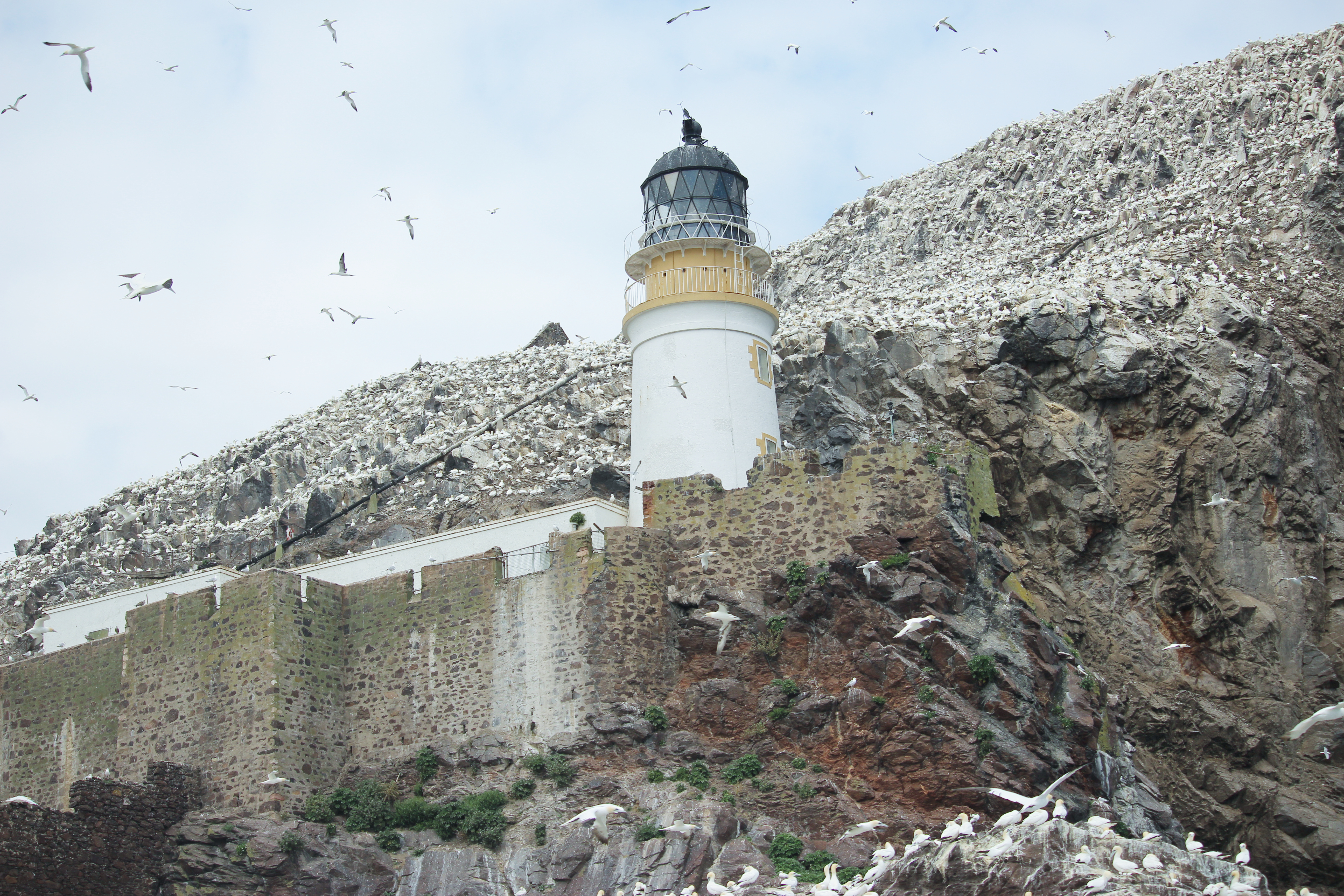
Maják Bass Rock
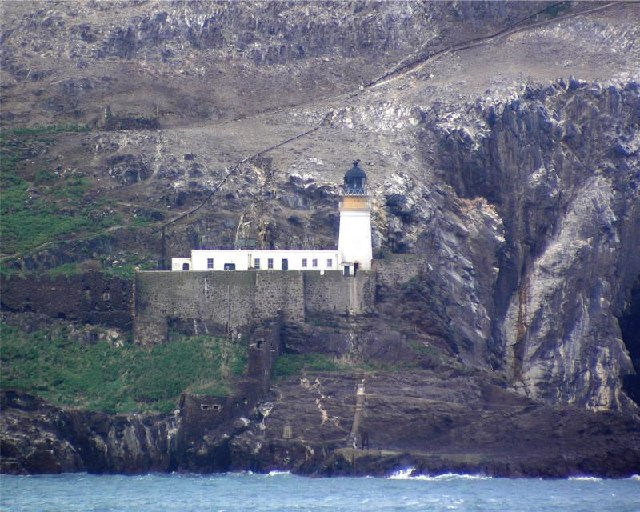
Pohled z moře
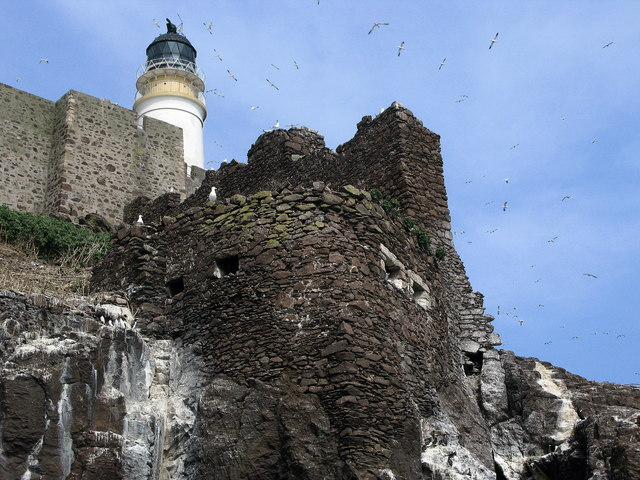
Maják a zříceniny pevnosti
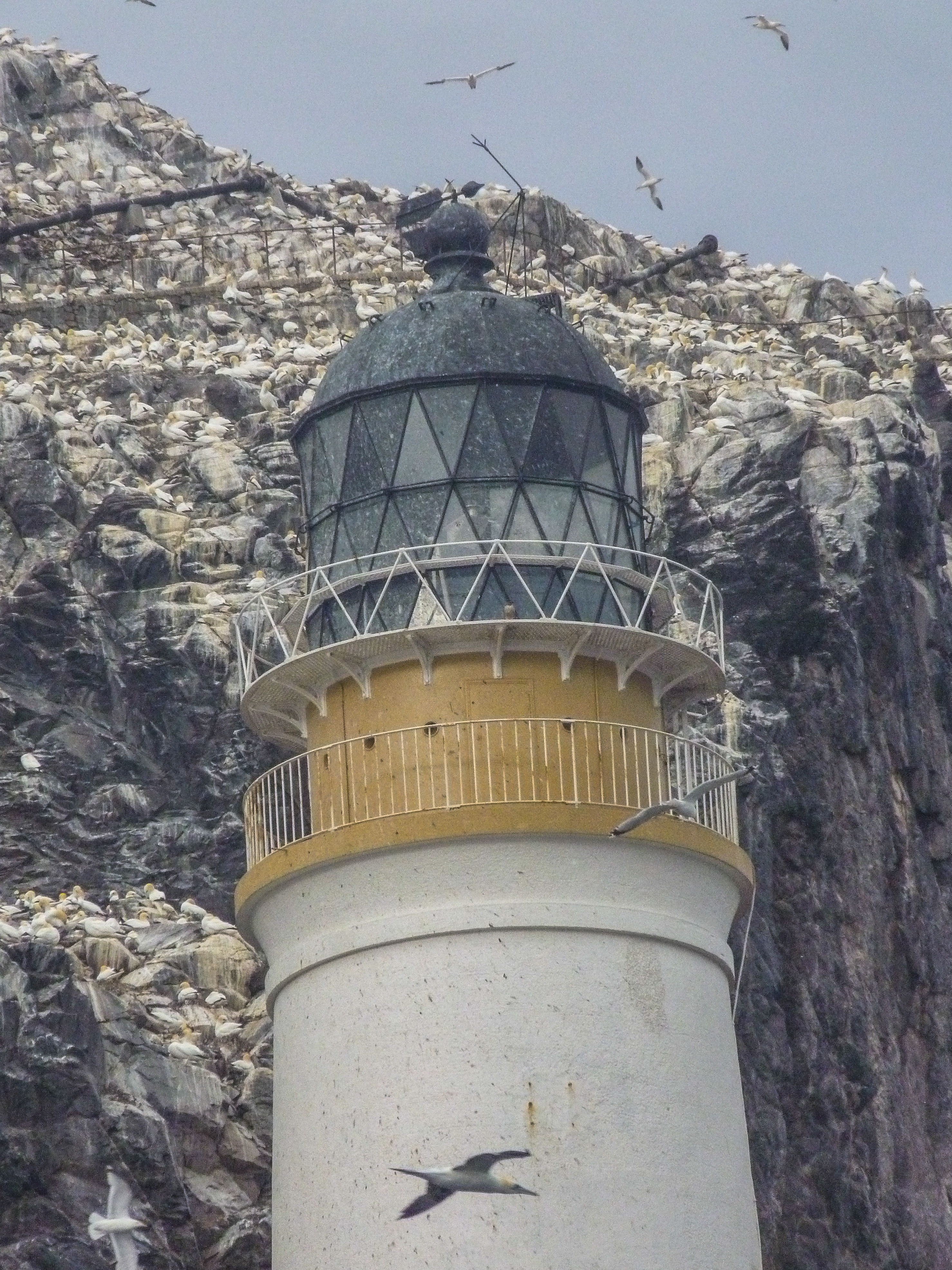
Lucerna